# Джиперс Кріперс 2
Джиперс Кріперс 2 (англ. Jeepers Creepers 2) — американський фільм жахів 2003 року, написаний і знятий Віктором Сальвою. Продовження фільму «Джиперс Кріперс» 2001 року. Фільм зображує Кріпера, демонічну істоту та таємничого серійного вбивцю, який переслідує шкільний автобус, наповнений учнями середньої школи.
Виробниками були компанії Myriad Pictures і American Zoetrope. Зйомки фільму проходили на ранчо Теджон і Лонг-Біч, Каліфорнія, у 2002 році 29 серпня 2003 року фільм був випущений компанією United Artists у Сполучених Штатах, де він отримав переважно негативні відгуки критиків. З бюджетом у 17 мільйонів доларів фільм зібрав у світовому прокаті від 63,1 до 120 мільйонів доларів (джерела відрізняються) і породив приквел, випущений як Джиперс Кріперс 3 у 2017 році.

## Сюжет
Через три дні після подій першого фільму Кріпер викрадає молодого Біллі Таггерта на очах у його батька Джека-старшого, його старшого брата Джека-молодшого та їх собаки Мака на 22-й день годування. Наступного дня шкільний автобус, який перевозив шкільну баскетбольну команду та вболівальників, зупинився після того, як в одну з шин врізався сюрікен ручної роботи, виготовлений із уламків кісток. Пізніше вболівальниця на ім'я Мінксі Гейз бачить Біллі Таґгарта та Даррі Дженнера, які намагаються попередити її про Кріпера, перш ніж вибухне інше колесо та виведе з ладу автобус. Коли команда опинилася на безлюдній трасі, Кріпер викрадає водія автобуса Бетті Борман і тренерів Чарлі Ганну та Двейна Барнса. Коли Кріпер повертається, він виділяє шістьох студентів: Данте Беласко, Джейка Спенсера, Мінксі Хейз, Скотті Бреддока, Енді «Бакі» Бака та Дондре «Подвійне Д» Девіса. Мінксі має видіння, у якому Даррі каже, що Кріпер з'являється кожної 23-ї весни на 23 дні, щоб їсти людей, і вона розповідає іншим студентам.
Почувши кілька поліцейських звітів, Тагґарти вирушають на полювання за Кріпером і незабаром встановлюють радіозв'язок зі шкільним автобусом. Кріпер атакує Бакі, але Ронда пронизує йому голову списом . Данте починає штовхати Крипера, поки той не схопив і обезголовив його. Кріпер відриває свою поранену голову і використовує відрубану голову Данте замість своєї. Студенти вирішують покинути автобус, щоб знайти допомогу, але Кріпер повертається і переслідує їх у поле, де вбиває Джейка та забирає Скотті.
Коли Кріпер знову нападає на Джонні, Челсі та Бакі в автобусі, приїжджають Таггарти та Мак, і Джек стріляє в нього гарпуном, від якого Кріпер відбивається, зумівши втекти після того, як перекинув автобус. Ронда, Іззі Боен і Дабл Д знаходять вантажівку і намагаються втекти, але їх знову переслідує Кріпер. Іззі виштовхує Ронду з вантажівки, перш ніж спричинити аварію автомобіля, поранивши Дабл Д і Кріпера, який втрачає руку, ногу та крило. Іззі виповзає з уламків до того, як вантажівка вибухне. Кріпер продовжує переслідувати Дабл Д, стрибаючи до нього. Потім з'являється Джек і стріляє Кріперу в голову з гарпуна. Він кілька разів завдає удару Криперу в його серце, але той впадає в сплячку, а не помирає.
Через 23 роки троє підлітків їдуть на ферму Таґґартів, де Кріпер є атракціоном під назвою «Кажан із пекла», а Джек бере плату за вхід. Вони бачать літнього Джека-старшого, який спостерігає за Кріпером з гарпуном на боці, і коли вони запитують його, чи він чогось чекає, він дивиться на Кріпера і каже: «Ще приблизно три дні, плюс-мінус день або два».

## Акторський склад
Титри адаптовані Британським інститутом кіно.

| Актор                 | Роль                    |
| --------------------- | ----------------------- |
| Рей Вайз              | Джек Таггерт            |
| Джонатан Брек         | Кріпер                  |
| Гарікаї Мутамбіра     | Дондре «Даббл Ді» Девіс |
| Ерік Неннінгер        | Скотт Бреддок           |
| Нікі Ейкокс           | Мінксі Гейз             |
| Тревіс Шиффнер        | Іззі Боен               |
| Лена Кардуелл         | Челсі Фармер            |
| Біллі Аарон Браун     | Енді «Бакі» Бак         |
| Мері Дельфіно         | Ронда Труїтт            |
| Даян Делано           | водійка автобуса Бетті  |
| Томас Госсом молодший | тренер Чарлі Ганна      |
| Том Тарантіні         | тренер Двейн Барнс      |
| Ел Сантос             | Данте Беласко           |
| Джош Гаммонд          | Джейк Спенсер           |
| Касан Бетчер          | Кімбол Ворд             |
| Дрю Тайлер Белл       | Джонні Янг              |
| Люк Едвардс           | Джек Таггерт молодший   |
| Шон Флемінг           | Біллі Таггерт           |
| Джастін Лонг          | Даррі Дженнер           |